# 쌍용양회 축구단
쌍용양회 축구단은 당시 쌍용양회에서 운영했던 축구단으로 1966년과 1967년 두 시즌 동안 실업축구에서 활동하였다.
1969년 초에 해체되었으며 해체 후 일부 선수들은 새로 창단하는 한국외환은행 축구단의 선수가 되었다.

## 같이 보기
- 금성방직 축구단
- 한국외환은행 축구단